# Falkenberg (fort)
Pour les articles homonymes, voir Falkenberg.

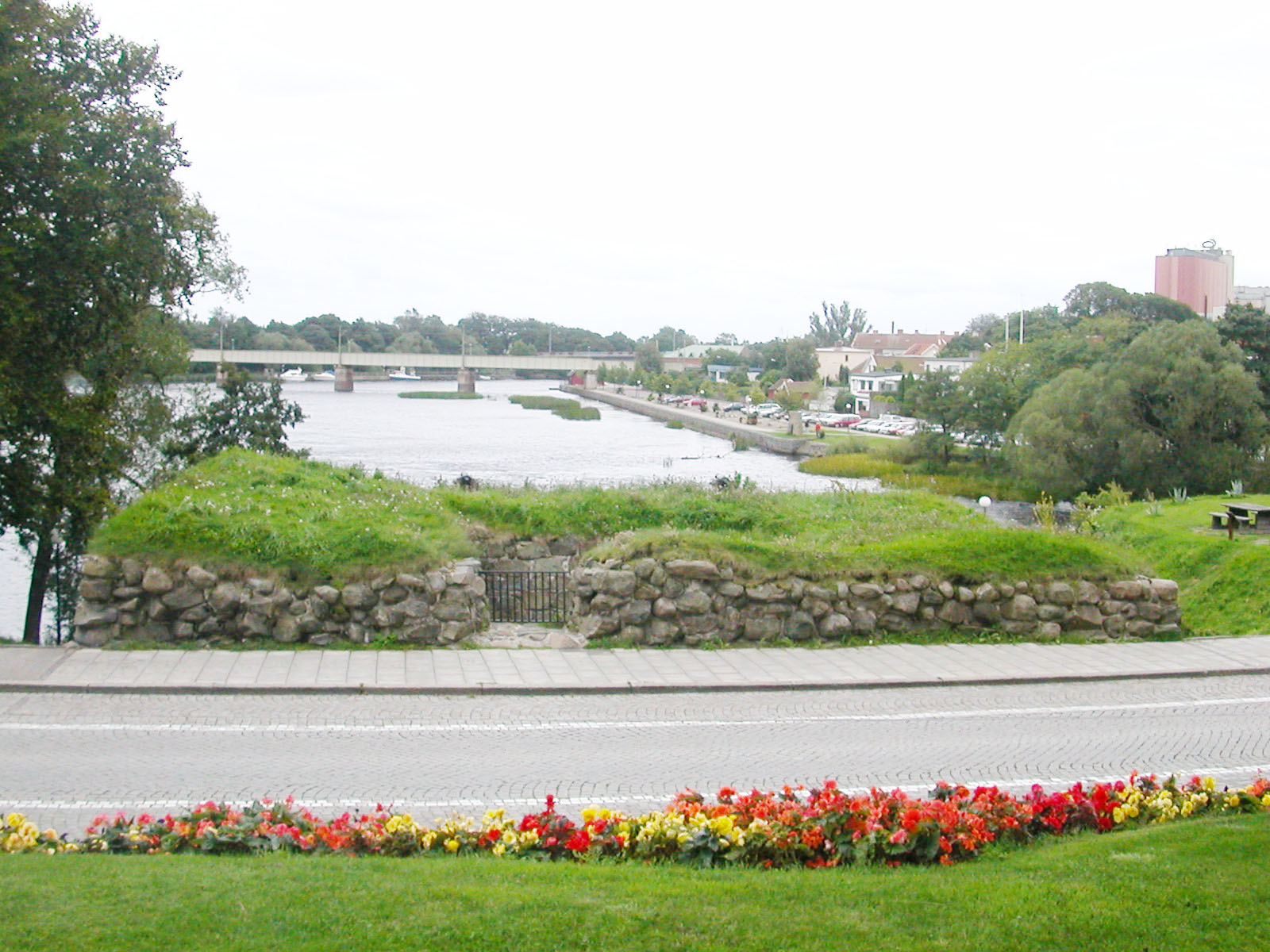
Les vestiges du fort

Falkenberg  était un fort à  Falkenberg en Suède. Il a été mentionné pour la première fois en 1298 et son nom est devenu utilisé pour la ville, qui avait été précédemment connue sous le nom de Ätraby. Le fort a été le lieu pour plusieurs traités nordiques au cours du XIVe siècle, mais a été brûlé par Éric XII de Suède en 1356, mais a ensuite été reconstruit.
L'armée de Engelbrekt Engelbrektsson (sous la direction de Herman Berman) assiége le fort en 1434. Les défenseurs réussissent la première attaque avec succès mais toutefois se rendent compte qu'ils ne seraient pas en mesure de continuer à tenir le fort. Par conséquent, ils choisissent de mettre le fort sur le feu et d'en échapper via la voie d’eau.
Le fort était situé sur le brin sud de la rivière Ätran, à environ 60 mètres de la culée sud du Tullbron. La région de fort a été fouillée en 1885, comme une ligne de chemin de fer a été construite à courir à travers la aire. Le fort est composé d'une tour dont l'aire intérieure de 5.5 x 5,5 mètres, tandis que l'aire extérieure était de 15.5 x 15,5 mètres. Les murs étaient plus épais à la base, et deviennent plus minces vers le haut. Au-dessus de la partie inférieure, partie intacte, les pièces étaient des murs de briques, car le groupe qui a effectué les fouilles ont trouvé des restes de briques partout dans la zone fouillée. Le groupe a également trouvé quelques restes en vrac, comme une bague en or et une pièce d'argent. Aucun reste des autres bâtiments n'a été trouvé. Le fort a été très probablement seulement utilisé en combat.

## Les gens au pouvoir du fort
- 1344 Trotte Petersson
- 1356 Bengt Algotsson
- 1384 Eskil Brahe
- 1433-1434 Åke Axelsson Tott

## Sources
- (sv) Falkenbergs museum et Carl Estmar, Borgen Falkenberg i källskrifterna, 1998